# Голден Редкліфф
Голден Редкліфф — вигаданий персонаж з коміксів американського видавництва Marvel Comics. Персонаж ворог Машини-підлітка.
Персонаж дебютував у прямому етері у телесеріалі КВМ Агенти Щ.И.Т., якого Джоан Ганна грав у третьому та четвертому сезонах. 

## Історія публікації
Персонаж, створений Марком Сумераком і Майк Готорном, вперше з'явився в машині підліток #1 (липень 2005).

## Вигадана біографія персонажа
В контексті історії, Редкліфф-бізнесмен, вчений, генеральний директор корпорації, Голдена Редкліфф, який зацікавлені у розвитку андроїдів в якості солдатів. Редкліфф змусив доктора Аарона Айзекса втекти після того, як його головний вчений знищив роботу.
Після кількох років пошуку доктор Айзекс, який створив сина-робота Адама в цей момент, він викрадає Айзека разом з Адамомом і його друзями. Редкліфф катує Адама в спробі промити мізки і взяти під контроль "хлопчика", але це хитрість, і пізніше Редкліффа вбивають після самознищення Адама.

## В інших медіа
Голден Редкліфф з'явиться в телесеріалі Агенти Щ.И.Т. якого зіграв Джон Ганна. Ця ітерація більш симпатична, ніж його колега з коміксів (оскільки він щиро прагне допомогти іншим, не завдаючи шкоди) і виявляє інтерес до Лео Фітц, оскільки відчуває, що поважає його роботу. Він вперше з'являється в "сингулярності", де Фітц і Джемма Сіммонс звертаються до нього за допомогою у боротьбі з Вуликом, але його викрадають союзники Вулика і змушений створювати Надлюдей, де його експерименти з з'єднанням кристали Терригена, кров Дейзі Джонсон і Крі жнеця, а паразитична фізіологія Вулика призвела до появи нелюдських примітивів. Зрештою, він рятує Щ.И.Т. і отримує натхнення для розвитку життя модель приманки. Після того, як він уявляє його AIDA, щоб Фітц в "Привид" з його наміром принести користь людству, Редкліфф включається Щ.И.Т. Так як мають Darkhold для своїх цілей, навіть заміна Мелінда Мей з копію як частина його плану. Тоді Редкліфф створює основу, віртуальної реальності, яку він насправді призначені для його вмираючи колишній коханець Kitsworth Агнес (натхнення Аїди). AIDA вбиває Редкліфа після того, як він усвідомив, що він становить потенційну небезпеку для Framework (використовуючи недолік у своїх командах), хоча AIDA "завантажує" його свідомість як спосіб "захистити" його. В епізоді "Ідентичність і зміна" свідомість Редкліффа доживає решту свого існування з Агнес у Фреймворку на острові Огігія до приходу Гідри та віртуального аналога AIDA, що призвело до видалення Агнес та катування Редкліфа. Не маючи що втрачати, Редкліфф допомагає команді втекти з Фреймворку через «задні двері», які він створив. В епізоді "кінця світу", Редкліфф зустрічається з йо-йо Родрігес, яка увійшла у Фреймворк, щоб врятувати Мак, коли світ починає потихеньку зникати. Після того, як Йо-Йо рятує Мака, Редкліфф сидить на пляжі з пляшкою спиртного, щоб провести його останні хвилини. Він цитує Т. С. Еліота з Порожні люди, але перш ніж він може закінчити, він видаляється разом з Фреймворком.